# Viktor Arajs
Viktor Arajs (lotyšsky Viktors Arājs, celým jménem Viktor-Bernhard Teodorovič Arajs) narozen 13. ledna 1910 v Baldone, Kurlandská gubernie (nynější Lotyšsko), Ruské impérium, zemřel 13. ledna 1988 v Kasselu SRN, byl příslušník pomocné policie, SS a lotyšský válečný zločinec. Podílel se na masových represáliích proti desítkám tisíc civilistů a zejména lotyšských Židů. Byl aktivním vykonavatelem holocaustu. 

## Mládí
Narodil se do rodiny lotyšského kováře schopného provádět elektroinstalační práce a německé matky ze statkářské rodiny rozené Bertha-Anna Burkewitzové. Jeho otec Teodor Arajs však doma němčinu nechtěl slyšet, což vedlo ke konfliktům v rodině. Otec byl odveden v roce 1914 do ruské imperiální armády. Během bojů v Pobaltí v lednu 1917 byl zničen jejich dům a rodina se stala uprchlíky. Ve svém životopise, který sepsal sám Arajs 7. ledna 1941 ještě za sovětské nadvlády, zdůrazňoval bídnou stránku svého tehdejšího života. Jeho matka pracovala v továrně a on se potloukal na ulici. Po srpnu 1917 rodina odešla do oblasti kolem města Bauska, kde žili na statku o rozloze 160 hektarů patřící rodičům jeho matky. Zde rodina zůstala do roku 1926 až do smrti jeho prarodičů. Jeho otec se domů vrátil v roce 1927 s novou čínskou manželkou, proto se rodiče rozvedli. Poté se přestěhoval s matkou a mladší sestrou do města Jelgava. Sociální situace rodiny nebyla dobrá, proto musel Viktor Arajs pracovat již od svých 15 let jako čeledín a poté jako zemědělský dělník. Ve svých 17 letech dokončil školu v Jeglavě a následně gymnázium. Jako studen s výbornými výsledky dostal stipendium. 
Po absolvování střední školy byl v roce 1930 povolán k povinné vojenské službě do lotyšské armády, kde narukoval k dělostřeleckému pluku. Po ukončení vojenské služby v roce 1932 vstoupil na právnickou fakultu Lotyšské univerzity. Současně se studiem byl nucen hledat si práci, protože jeho stipendium nestačilo na živobytí. Proto vstoupil do řad policie Lotyšské republiky. S ohledem na služební povinnosti přerušil studium práv a absolvoval policejní školu. Po jejím ukončení v roce 1935 byl ve službě ve městě Ķegums. Zde se také v roce 1936 oženil s dcerou majitele obchodu Selmou Zeibotovou (lotyšsky Zelma Zeiboti). V policii dosáhl hodnosti poručíka. Věno od jeho ženy mu umožnilo v roce 1938 odejít od policie.

## Sovětská okupace Lotyšska
Lotyšsko jako samostatný stát zaniklo po invazi Rudé armády v červnu 1940 a následně 5. srpna 1940 začleněním do SSSR jako Lotyšská sovětská socialistická republika. V té době Arajs vstoupil znovu na univerzitu. Podařilo se mu v roce 1941 úspěšně složit zkoušky včetně marxismu-leninismu a získal diplom jako sovětský právník. Podle své pozdější výpovědi zpočátku věřil v komunismus a ve zlepšení, ale poté, co byl svědkem sovětských represí včetně zatčení mnoha jeho známých, svou víru ztratil a odešel zpět na vesnici. Zde, podle svých tvrzení, vytvořil protisovětský partyzánský oddíl. Toto tvrzení může být účelové, protože po okupaci Lotyšska Německem by byl jako kolaborant se sovětskou mocí vystaven represím. 

## Německá okupace Lotyšska

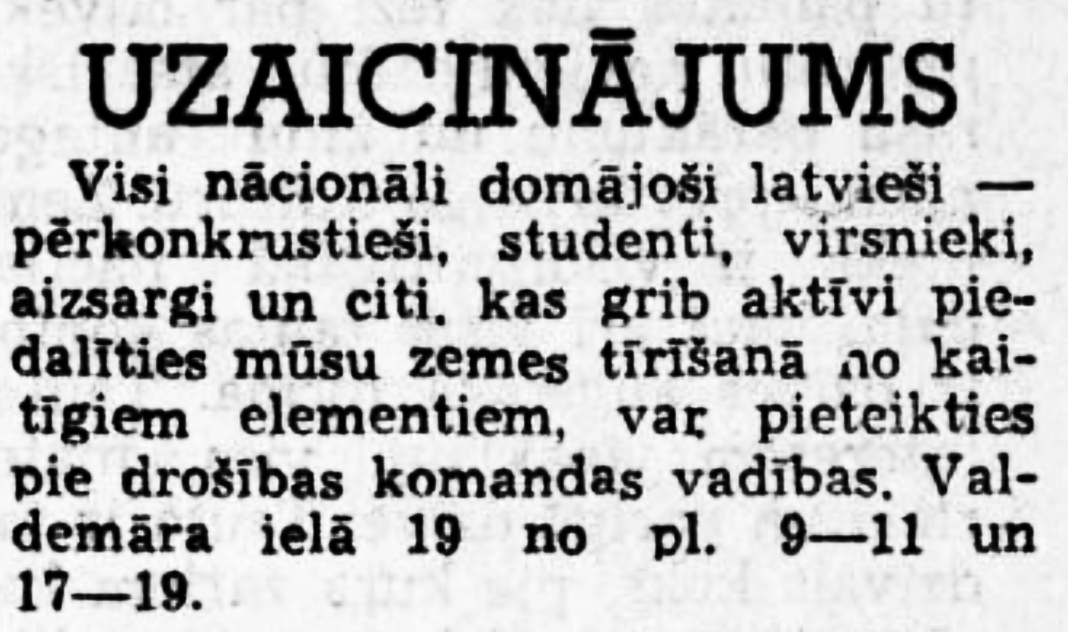
Inzerát v novinách Tevia (1941): Všichni národně smýšlející Lotyši –členové Pērkonkrusts (lotyšská nacionalistická politická organizace), studenti, důstojníci, aizsargi (polovojenská formace v Lotyšsku) a další, kteří se chtějí aktivně podílet na čištění naší země od škodlivých živlů, se mohou přihlásit u vedení bezpečnostního týmu, ulice Valdemarova číslo 19, v době od 9 do 11 a od 17 do 19 hodin.

Arajs podle svých tvrzení před příchodem německé armády vytvořil oddíl 400–500 mužů, se kterými dobyl dne 1. července 1941 policejní prefekturu v Rize, kterou využívala NKVD. V ten den se také osobně potkal s Franzem Stahleckerem s velitelem Einsatzgruppen A, proto je jeho podíl na obsazení budovy zpochybňován. Již 2. července 1941 se potkali znovu a Arajs dostal povolení ke zformování zvláštní policejní jednotky. Toto setkání zprostředkoval jeden z německých důstojníků Hans Dresler, který byl baltský Němec a Arajsův spolužák. Proto byl čas mezi vyjádřeným zájmem a povolením k zformování jednotky tak krátký a neodpovídal obvyklým lhůtám německé okupační správy. Po tomto dnu Arajs vytvořil svůj oddíl, který dostal název Komando Arajs (německy Sonderkommando Arajs) pod přímým velením SD v říšském komisariátu Ostland. Tato jednotka získala oficiální status jako jednotka pomocné policie a byla aktivně zapojena do vyvražďování Židů v Lotyšsku. Členy tohoto komanda se stali bývalí vojáci, policisté a studenti, kteří měli příbuzné nebo sami byli oběťmi sovětských represí. Jedním z jeho blízkých spolupracovníků byl Herberts Cukurs. 
Německá propaganda podporoval vzkypění nenávisti proti Židům, obviňovala je ze spolupráce s NKVD a spolupodílu na deportacích lotyšské elity v letech sovětské okupace. K situaci v Pobaltí v zaslaném referátu se o situaci v Lotyšsku uvádí:
| „                                                                   | Přes některé závažné potíže se již v prvních hodinách po vstupu (německých vojsk) podařilo přimět místní antisemitské síly, aby zorganizovaly pogromy proti Židům. Bylo třeba ukázat, že se jedná o přirozenou reakci na dlouholetý útisk ze strany Židů a na dlouho snášený teror komunistů... Mnohem těžší bylo vyvolat odpovídající začišťovací operace a pogromy v Lotyšsku. Především v Rize byla celá vrstva představující politické vedení národa odsunuta nebo zlikvidována bolševiky. | “ |
| — referát SS standartenführera F. Schtolekera ze dne 15. října 1941 | |   |

Dne 3. července 1941 obdržel Arajs rozkaz zatknout všechny práceschopné židovské muže, které následně umístil do Ústřední věznice v Rize. Takto bylo celkem zatčeno 6 000 osob.
Dne 4. července 1941 jeho oddíl vypálil Velkou chorální synagogu (lotyšsky Rīgas Horālā sinagoga) na Gogolově ulici v Rize. Od prvních dnů německé nadvlády byl Araisův oddíl zapojen do zatýkání Židů, loupeží a pogromů. Sám Arais se podle očitých svědků zabýval vymáháním peněz od zatčených pod hrozbou popravy. Ti, kteří nemohli zaplatit, byli zastřeleni okamžitě, zbytek jen o něco později. Němci se snažili předvádět, že jde o spontánní reakce místních aktivistů, a proto do popředí stavěli oddíly složené z místních lidí.
Po pádu města Liepāja dne 29. června 1941 a následném vyčištění od zbytků sovětských sil do města vstoupily jednotky Einsatzkommanda. Podle německých zpráv se ve městě ukrývali příslušníci Rudé armády v civilních šatech, a proto bylo zajato množství rukojmích. Z Rigy bylo přivezeno Arajsovo komando, aby vykonalo popravu asi 900 židovských mužů. Od 6. července 1941 přešel Arajs a jeho oddíl k systematickému odstraňování Židů a sovětských aktivistů. 
Arajs byl také aktivně zapojen do vraždění Židů, kde podle dokumentů dne 8. prosince 1941 jeho lidé i on osobně vraždili děti v nemocnici v ghettu v Rize. Podle svědectví však měl na svědomí další zločiny spojené s Masakrem v Rumbule. Na konci roku 1941 bylo Lotyšsko zbaveno obyvatelstva židovské národnosti. Podle různých zdrojů zemřelo rukou Arajsova týmu celkem 26 000 až 60 000 Židů.
Arajs v roce 1942 obdržel hodnost majora a jeho oddíl byl převelen na východ. Zde se svým oddílem bojoval proti partyzánům, podílel se zejména na represáliích proti civilnímu obyvatelstvu a také byl nasazen na frontě. V roce 1942 měl jeho oddíl stav 1 500 mužů. Byl také povýšen do hodnosti SS-Sturmbannführer.
V červenci 1943 byl vyznamenán Válečným záslužný křížem 2. třídy s meči a v prosinci Železným křížem 2. třídy. Na konci roku 1943 utrpěl v bojích zranění. Oddíl pod jeho velením také sloužil jako stráž v koncentračním táboře Salaspils u Rigy. Do tohoto tábora byli mimo jiné umístěny také zajištění civilisté po operaci Zimní kouzlo. V listopadu 1943 byl jmenován velitelem 4. praporu lotyšské SD. V létě 1944 byl rozpuštěn speciální oddíl lotyšské policie Arajs pod jeho velením a jeho personál byl zařazen do lotyšských SS. Se zahájením náboru do lotyšských divizí SS (15. a 19.) byl jeho oddíl pověřen úkolem pochytání zběhů a popravami těch, kteří se službě v jednotce vyhýbali. Zúčastnil se bojů o Pobaltí s Rudou armádou v roce 1944. 
Na konci války byl Arajs poslán do Německa, kde studoval na důstojnické škole v Bad Tölz. Následně byl převelen k lotyšským SS. Na konci února 1945 byl jmenován velitelem 1. praporu 34. pluku 15. granátnické divize SS. Po týdnu byl pro nezpůsobilost odvolán. Na konci války se nacházel v Dánsku. Na cestě do Lübecku ho zastihla zpráva o německé kapitulaci. Zahodil proto stejnokroj, zničil dokumenty a převlékl se do civilního oděvu.

## Po válce
Po válce se ocitl v britské okupační zóně Německa, kde proti němu bylo vedeno vyšetřování v případu vražd v Rižském ghettu. Arajs později tvrdil, že byl viny zproštěn, ale ve skutečnosti britské orgány případ neuzavřely. V říjnu 1949 vydal hamburský soud na Arajse zatykač, ale podařilo se mu zmizet. Jeho zmizení a podivný postup britských vyšetřovatelů vedl v kruzích lotyšské poválečné emigrace k domněnce o spolupráci Arajse s britskou tajnou službou, která mu pomohla uprchnout. Historické bádání podezření nepotvrdilo. 
V Německu se Arajs vydával za bratra své ženy a vystupoval jako Victor Zeibot. Od velvyslanectví Lotyšské republiky v Londýně, které fungovalo i po vyhlášení Lotyšské SSR, obdržel lotyšský pas. Od roku 1950 žil ve Frankfurtu nad Mohanem, kde pracoval jako sazeč v tiskárně Neue Press. Německé úřady po Arajsovi pátraly do konce 60. let. Když vyčerpaly veškeré pokusy o jeho nalezení, případ byl odložen ad acta, přestože existovaly výpovědi, že Arajs žije v Německu. Bývalý člen jeho oddílu Janis Zirnis, který dříve na stuttgartské prokuratuře vypovídal, že Arajs byl za války zabit, ho poznal při náhodném setkání. Na základě jeho oznámení ho německá policie dne 10. července 1975 zatkla.
Arajs odmítal přiznat svou totožnost, ale později se pod tíhou důkazů přiznal. Obžalován byl 10. května 1976 a soud začal 7. července 1976. Na základě shromážděných důkazů byl 21. prosince 1979 odsouzen na doživotí. Dne 13. ledna 1988 zemřel na infarkt ve vězení v Kasselu.

## Kultura
Na motivy jeho procesu vznikla divadelní hra s názvem – Neudělal jsem. Nevím. Nepamatuji si (lotyšsky Nebiju. Nezinu. Neatceros.), která měla premiéru 21. března 2023.